# السوق السبت (بني يخلف)
السوق السبت هي إحدى مشيخات المملكة المغربية، تتبع جغرافيا لإقليم خريبكة وإداريًا لبني يخلف. يقدر عدد سكانها بـ 1192 نسمة حسب الإحصاء الرسمي للسكان والسكنى لسنة 2004.